# Červená věž (Alanya)
Červená věž (turecky Kızıl Kule, persky برج قرمز‎) je historická věž Alanyjské pevnosti. Je jedním ze symbolů a dominant města. Nachází se na severním okraji pevnosti, u historického přístavu. Po jistou dobu se věž objevovala na bankovce v hodnotě 250 000 tureckých lir.

## Popis

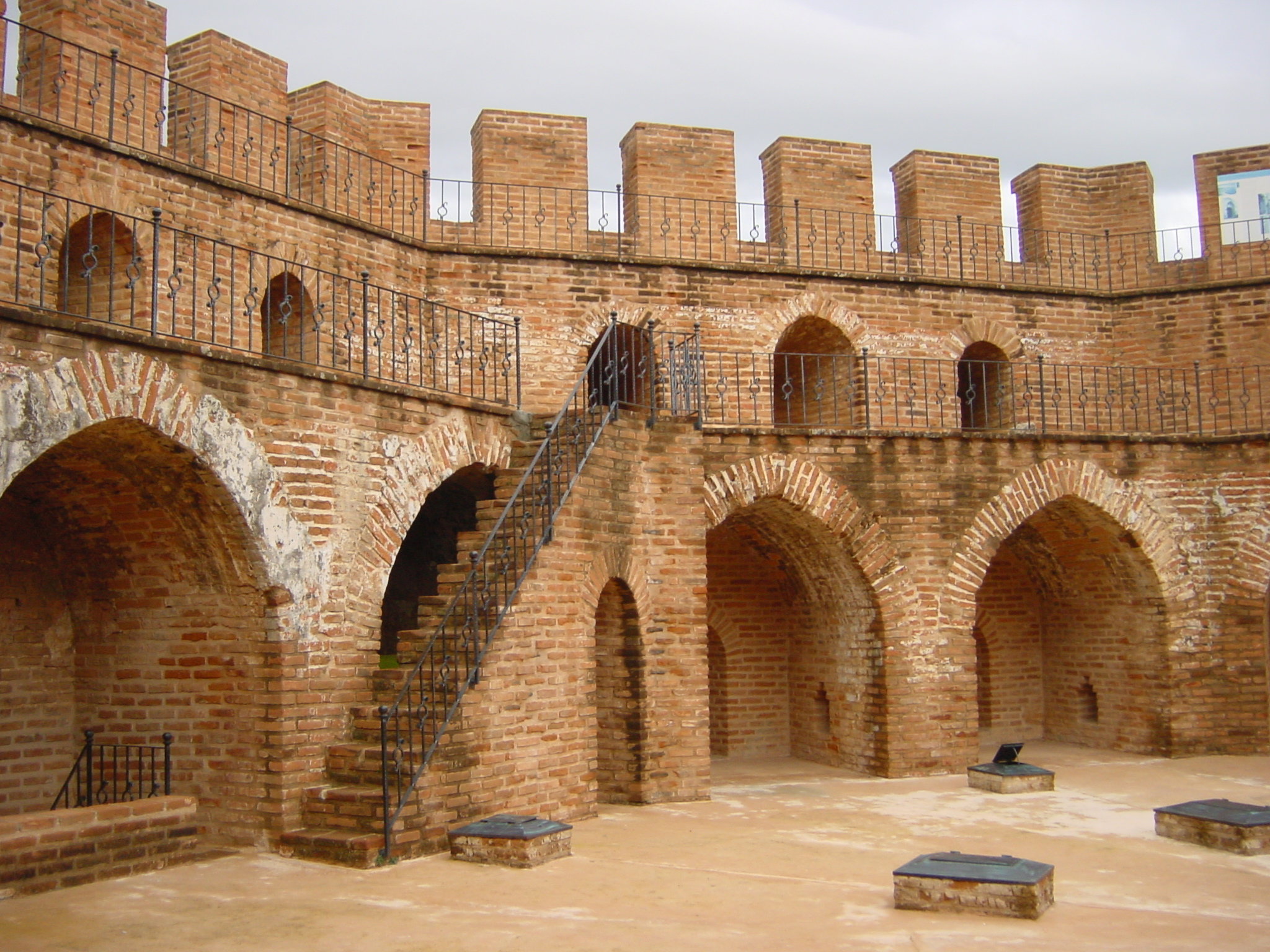
Vrchol věže.

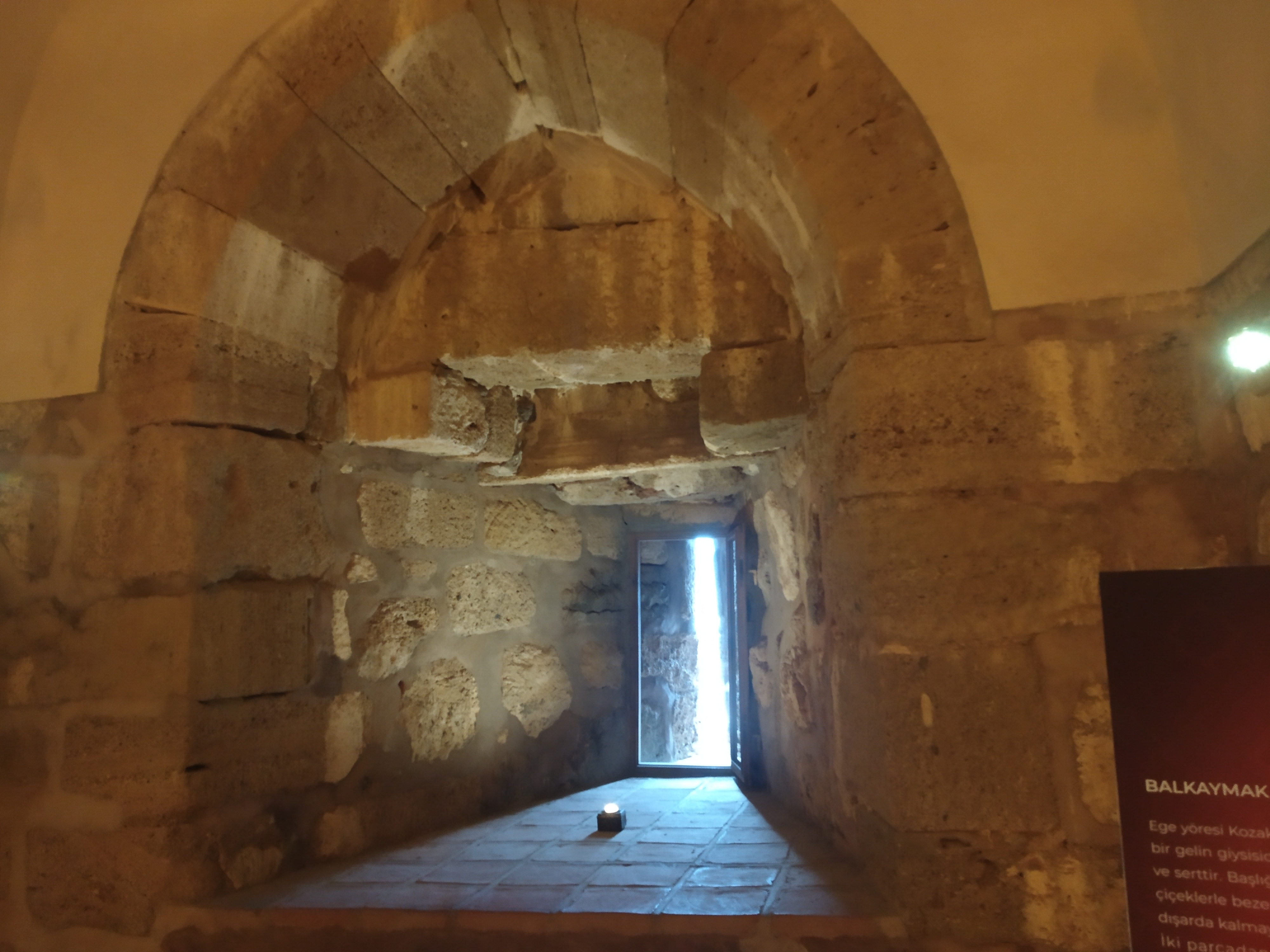
Okno ve věži.

Věž má osmiúhelníkový půdorys. Postavena byla na svažitém terénu, který odlišuje výšku západní i východní zdi věže o tři metry. Každá její zeď je široká 12,5 m, 33 metrů vysoká. Opsaný kruh věže má 29 metrů. Stavba má celkem pět podlaží (přízemí a čtyři patra). Na vrchol věže je možné vystoupat po kamenném schodišti s 85 schody; z prvního patra věže potom je možné vstoupit na ochoz hradeb Alanyjské pevnosti. Světlo, které dopadá vrcholkem věže, prostupuje díky umístění otvorů až do prvního patra. Uprostřed věže se nachází nádrž na vodu. Do přízemí vede pouze malý vstup a dlouhá chodba, nejspíše z důvodů, aby byla při boji poskytnuta výhoda obráncům stavby. Navíc umožňuje použít tlustší zdivo, které zajišťuje lépe pevnost celé věže. Časté je použití lomených oblouků, a to ve všech částech i patrech stavby.
Na některých místech věže jsou otvory pro vylévání horkého oleje pro případné útočníky. 

## Historie a struktura
Stavba vznikla ve stylu architektury Seldžucké dynastie. Věž byla postavena roku 1226 (dle původního nápisu 623 AH) stavitelem Abú-Alím Rehou-el Kettáním z Aleppa, který se mimo jiné zasloužil ještě o několik staveb na území tehdejšího sultanátu Rúm, které vznikly během vlády sultána Kejkubáda I. Jeho autorství připomíná malý nápis zasazený do jedné ze zdí stavby. Důvodem, proč vznikla na okraji věž, byla potřeba ochránit přístav před možnými útoky.
Původně měla být věž zbudována z kamene, nicméně se během výstavby ukázalo jako nemožné kámen vyzdvihnout do potřebné výšky kvůli jeho váze. Bylo proto rozhodnuto postavit věž z pálených cihel a jejich červená barva jí dala název. Část věže nicméně i tak vznikla z mramorových bloků, nejspíše byly znovu využity takové, které byly použity pro jiné antické stavby a Turci je rozebrali. Stejně jako v případě Karlova mostu v Praze i zde byly nejspíše na zpevnění malty použity vejce. 
O existenci věže se zmiňoval také i turecký cestovatel Evliya Çelebi.
V roce 1948 se část věže zřítila. Poškozenou stavbu navštívil tehdejší ministr školství a nechal nařídit její opravu. Věž byla rekonstruována v 50. letech 20. století. Roku 1979 byla otevřena veřejnosti. Její první podlaží slouží jako etnografické muzeum města Alanya. Na vrcholku věže bývá na stožáru vyvěšována turecká vlajka.